# Diego Otoya Grandez
Diego Armando Otoya (Lima, 7 de mayo de 1991) es un futbolista peruano. Juega de defensa y su equipo actual es Sport Bolognesi de la Liga 3.

## Trayectoria
Inició sus formación en el Club Sporting Cristal, donde estuvo desde el año 2001 hasta el 2008. En 2009 se integró a las divisiones inferiores de la Universidad César Vallejo. Debutó en Primera División ante la Universidad San Marín el 17 de abril de 2010. Ese mismo año jugó muchos partidos y clasificó a la Copa Sudamericana 2011. Fue convocado para participar en el Campeonato Sudamericano Sub-20 de 2011 disputado en el Perú. En 2014 fue elegido como uno de los mejores defensas de la Segunda División Peruana cuando defendía al Carlos A. Mannucci. Al año siguiente fichó para el Unión Comercio donde jugó la Copa Sudamericana 2015. Compartiendo la defensa con Miguel Trauco.
Para el 2016 volvió al Carlos A. Mannucci donde estuvo a poco de ascender, sin embargo, fue uno de los mejores baluartes de la defensa lo que le valió para ser visto por equipos profesionales. El 2017 fue contratado por el Alianza Atlético. El 2018 logró ascender a la Primera División del Perú, luego de una gran campaña con Mannucci. El 2019 logra el campeonato Bicentenario y ascenso a la primera división con el Atlético Grau de Piura y actualmente destaca en la Academia Deportiva Cantolao.

## Clubes
| Club                      | País | Año         |
| ------------------------- | ---- | ----------- |
| Universidad César Vallejo | Perú | 2009-2012   |
| León de Huánuco           | Perú | 2013        |
| Carlos A. Mannucci        | Perú | 2014        |
| Unión Comercio            | Perú | 2015        |
| Carlos A. Mannucci        | Perú | 2016        |
| Alianza Atlético          | Perú | 2017        |
| Carlos A. Mannucci        | Perú | 2018        |
| Atlético Grau             | Perú | 2019 - 2020 |
| Deportivo Binacional      | Perú | 2020        |
| Academia Cantolao         | Perú | 2021        |
| Deportivo Coopsol         | Perú | 2022        |
| Centro Social             | Perú | 2023        |
| Miguel Grau               | Perú | 2024        |
| Sport Bolognesi           | Perú | 2025 -      |

## Palmarés

### Campeonatos nacionales
| Título            | Club          | País | Año  |
| ----------------- | ------------- | ---- | ---- |
| Copa Bicentenario | Atlético Grau | Perú | 2019 |